# Đèn điện

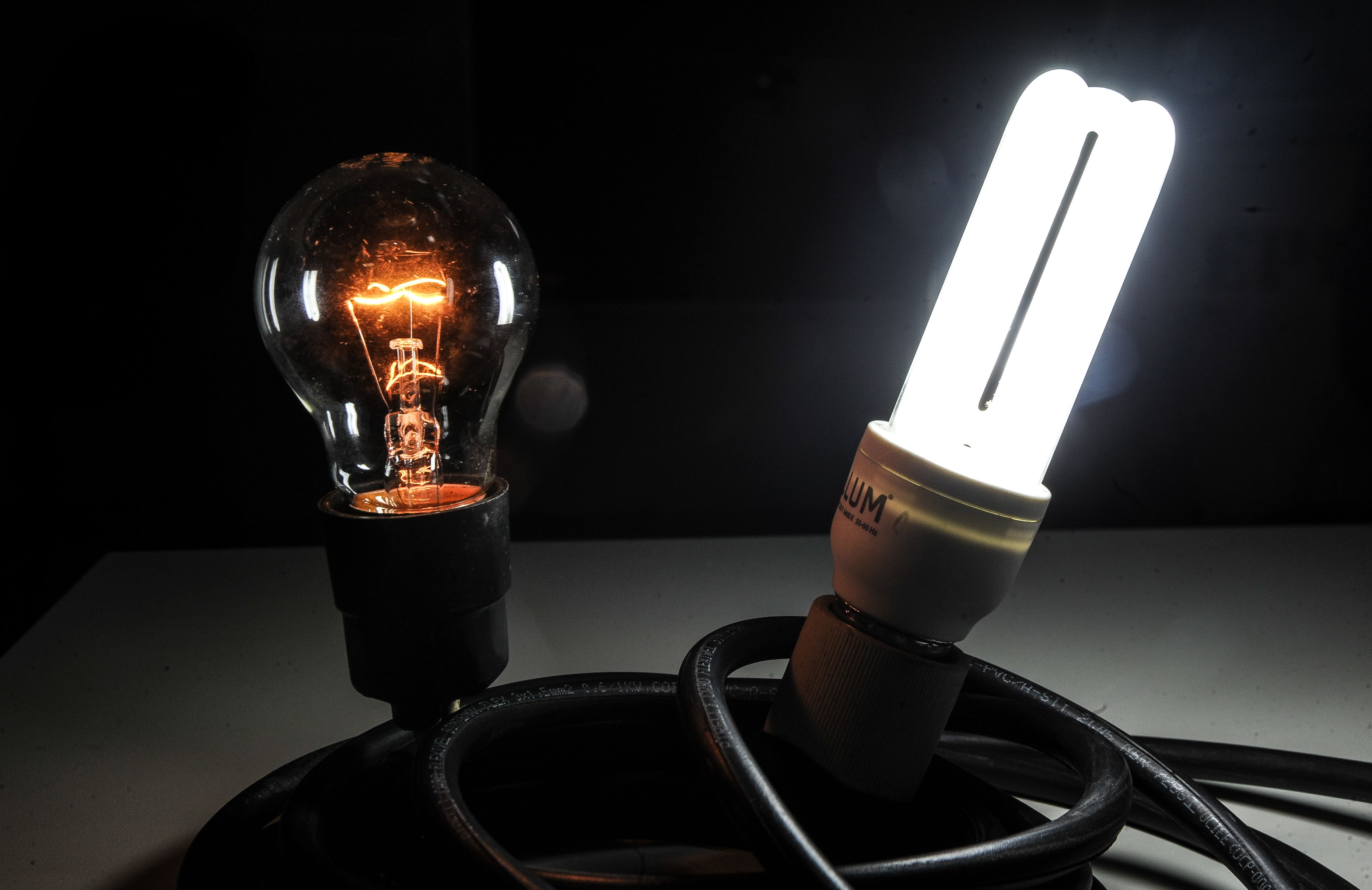
Bóng đèn sợi đốt (trái) và đèn huỳnh quang (phải) đang bật

Đèn điện là một thiết bị tạo ra ánh sáng nhìn thấy được từ dòng điện. Đây là hình thức chiếu sáng nhân tạo phổ biến nhất và rất cần thiết cho xã hội hiện đại, cung cấp ánh sáng bên trong cho các tòa nhà và ánh sáng bên ngoài cho các hoạt động buổi tối và ban đêm. Trong sử dụng kỹ thuật, một bộ phận có thể thay thế tạo ra ánh sáng từ điện được gọi là đèn. Đèn còn được gọi là bóng đèn; ví dụ như bóng đèn sợi đốt. Đèn thường có đế làm bằng gốm, kim loại, thủy tinh hoặc nhựa, giúp giữ đèn trong ổ cắm của vị trí chiếu sáng. Kết nối điện với ổ cắm có thể được thực hiện với đế ren, hai chân kim loại, hai nắp kim loại hoặc nắp lưỡi lê.
Ba loại chính của đèn điện là đèn sợi đốt, tạo ra ánh sáng bằng dây tóc nóng trắng bằng dòng điện, đèn phóng khí, tạo ra ánh sáng bằng hồ quang điện phóng qua một chất khí và đèn LED, tạo ra ánh sáng bởi một dòng điện tử trên một khoảng trống trong một chất bán dẫn.
Trước khi ánh sáng điện trở nên phổ biến vào đầu thế kỷ 20, người ta đã sử dụng nến, đèn khí đốt, đèn dầu và lửa. Nhà hóa học người Anh Humphry Davy đã phát triển đèn sợi đốt đầu tiên vào năm 1802, sau đó là đèn hồ quang điện trong thực tế đầu tiên vào năm 1806. Đến thập niên 1870, đèn hồ quang của Davy đã được thương mại hóa thành công và được sử dụng để thắp sáng nhiều không gian công cộng. Những nỗ lực của Swan và Edison đã dẫn đến bóng đèn sợi đốt thương mại trở nên phổ biến vào những năm 1880, và vào đầu thế kỷ XX, chúng đã thay thế hoàn toàn đèn hồ quang.
Hiệu quả năng lượng của ánh sáng điện đã tăng lên một cách triệt để kể từ lần trình diễn đầu tiên của đèn hồ quang và bóng đèn sợi đốt trong thế kỷ 19. Các nguồn ánh sáng điện hiện đại có rất nhiều loại và kích cỡ phù hợp với nhiều ứng dụng. Hầu hết ánh sáng điện hiện đại được cung cấp bởi năng lượng điện sản xuất tập trung, nhưng ánh sáng cũng có thể được cung cấp bởi máy phát điện di động hoặc dự phòng hoặc hệ thống pin. Ánh sáng lấy năng lượng từ pin  thường được dành cho các thời điểm và địa điểm không có đèn cố định, thường dưới hình thức đèn pin hoặc đèn lồng điện, cũng như dùng trong ô tô.